# Rue Petrovka
La rue Petrovka est une rue prestigieuse du centre historique de Moscou.

## Situation et accès
Elle se trouve au nord de la rue du Pont des Forgerons et de la place des Théâtres d'où elle démarre (début de la numérotation).
La rue Petrovka s'étend du sud-est au nord-ouest entre les rues Neglinnaïa et Bolchaïa Dmitrovka. Au début elle croise la rue du Pont des Forgerons, tant décrite par Tolstoï. Vers la fin, elle croise l'anneau des Boulevards sur la place de la porte Saint-Pierre (plochtchad Petrovskie Vorota) entre le boulevard de la Passion (Strastnoï) et le boulevard Saint-Pierre (Petrovski). La rue se termine chemin Stredny Karetny (Средний Каретный переулок), avant l'anneau des Jardins, où se trouve le jardin de l'Ermitage. Les voies suivantes donnent dans la rue Petrovka: le chemin (ou ruelle: pereoulok en russe) Dmitrovski, le chemin Stolechnikov, le chemin Petrovski (à gauche) et la rue Petrovskie Linii, le chemin Rakhmanovski, le chemin Krapivenski, le 2e chemin Kolobovski (à droite).
La rue abrite aujourd'hui des magasins de luxe, des bureaux et le fameux passage Petrovski, ainsi que le grand magasin Tsoum, à côté du Théâtre Bolchoï. Elle abrite aussi au n° 38 l'édifice de la police criminelle de Moscou, équivalent dans la littérature policière au quai des Orfèvres à Paris.
La station de métro la plus proche est Teatralnaïa, sur la ligne Zamoskvoretskaïa.

## Origine du nom
Elle doit son nom au monastère Saint-Pierre-le-Haut (Vyssokopetrovski monastyr), fondé au XIVe siècle, situé sur une hauteur, au coin de la rue et de l'anneau des Boulevards.

## Historique

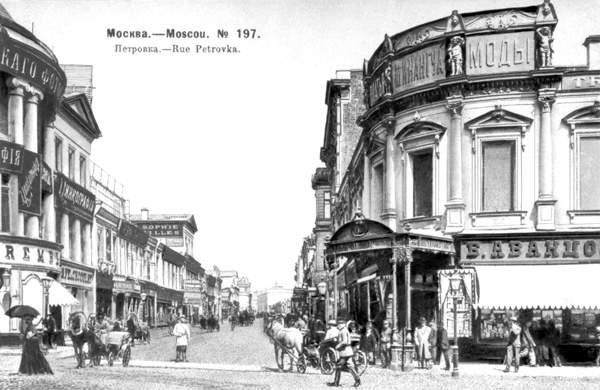
La rue Petrovka au début du XXe siècle. Vue de l'intersection avec le Pont des Forgerons. À droite, l'immeuble Vorontsova-Evdomikov-Chorina (n° 6).

La rue s'est formée comme route de la porte de la Trinité du Kremlin vers le village de Vyssokoïe, longeant le monastère Saint-Pierre-le-Haut. Le village de Vyssokoïe (ce qui signifie « Haut ») tire son nom de la rive haute de la Neglinnaïa. Plus tard, la voie s'étend jusqu'au village de Souchtchiovo (aujourd'hui la zone autour de la rue Souchtchiovski Val). Au XVIIe siècle, toute la route, du Kremlin jusqu'à l'anneau des Jardins, reçoit le nom de « Petrovka ». En 1793, le début de la rue est transformé en place Okhotny Riad (rangée des Chasseurs) et en 1817, plus loin on aménage la place des Théâtres. La rue Petrovka perd aussi sa partie finale qui devient le Karetny Riad (rangée des Charettes).
Du côté droit de la voie, se trouve la sloboda des canons et des forges, plus loin celle des tisserands (stolechniki). La toponymie conserve jusqu'à nos jours le nom de ces métiers organisés par quartiers (Pont des Forgerons, chemin Stolechnikov - des Tisserands, rue Pouchetchnaïa - des Canons). En face du monastère Saint-Pierre, se trouvait la sloboda des artisans du monastère. En 1620, la sloboda des tisserands fait construire sur la rue Petrovka, l'église de la Nativité-de-la-Vierge.
Dans la seconde moitié du XVIIIe siècle, des édifices de prestige se construisent comme l'hôtel du prince Sibirski (en face du Bolchoï), l'hôtel Vorontsov-Raïevski, l'hôtel du prince Chtcherbatov, la maison des Boutourline. En 1790, Matveï Kazakov reconstruit entièrement l'hôtel particulier du marchand Goubine.
En 1824, l'édifice actuel du Théâtre Bolchoï est construit.
Au XIXe siècle, la rue Petrovka est l'une des rues les plus commerçantes de Moscou. On y trouvait surtout des boutiques de couturiers et d'accessoires de luxe. un grand nombre de ces boutiques appartenait à des étrangers, dont les Français pour la mode. À la fin du XIXe siècle, du côté droit, deux grands édifices ont été construits au n° 18 et au n° 20, le rez-de-chaussée étant formé de magasins et aux étages des appartements et des hôtels. Le passage entre les édifices est donné à la municipalité et devient la rue Petrovskie Linii. Au tournant du XXe siècle, le prestige de la rue Petrovka augmente encore. En 1898, on y construit la maison et le magasin de vins Desprez (ouvert par une famille d'ascendance française) et en 1906, on ouvre le fameux passage Petrovski, en 1908 le magasin Muir et Mirrielees fondé par deux Écossais (devenu ensuite le Tsoum).

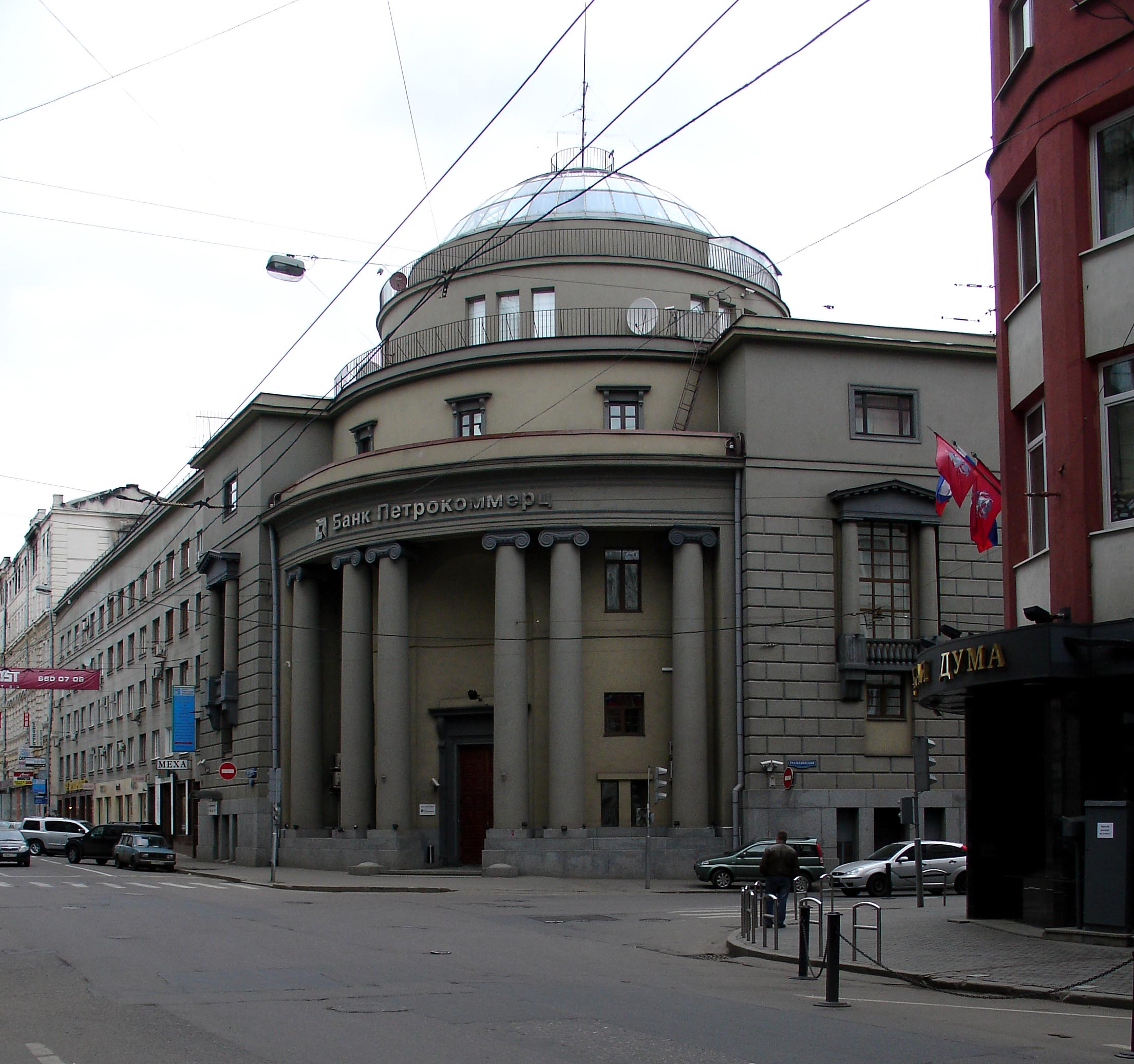
Immeuble au n° 24.

L'écrivain Piotr Boborykine décrit ainsi la rue Petrovka à cette époque: « Toute la partie de la Petrovka, jusqu'aux lignes Petrovskie avec le Pont des Forgerons et le chemin Solechnikov, est pleine de magasins à la mode tenus par des étrangers: cela ressemble à un Paris moscovite avec en plus une touche viennoise, berlinoise ou varsovienne ».
Pendant tout le XIXe siècle jusqu'à 1917, c'était l'une des rues les plus commerçantes de Moscou. Malgré quelques nouvelles constructions du XXe siècle, la rue a gardé son style du XVIIIe siècle et du XIXe siècle.
Au début du XXe siècle, l'on y érige des immeubles de rapport (comme au n° 15, n° 17 et au n° 19, l'immeuble Korovine), ainsi que l'immeuble de la caisse d'épargne au n° 24. Quelques mois après la Révolution d'Octobre, les magasins sont nationalisés, puis la pénurie s'installe avec la guerre civile. L'église de la Nativité-de-la-Vierge est détruite lors d'une campagne d'athéisme.
Le premier feu de circulation de Moscou est installé en 1930 à l'angle de la rue Petrovka et de la rue du Pont des Forgerons. En 1948, tous les bâtiments historiques du côté gauche de la rue entre la rue du Pont des Forgerons et la voie Stolechnikov (du n° 5 au n° 15) sont détruits y compris l'hôtel particulier Annenkov. On y construit à la fin du XXe siècle l'hôtel Mariott Aurora et un centre commercial appelé Berlinski dom (Maison de Berlin). Quelques bâtiments administratifs sont construits à l'époque soviétique.

## Bâtiments remarquables et lieux de mémoire

### Musée

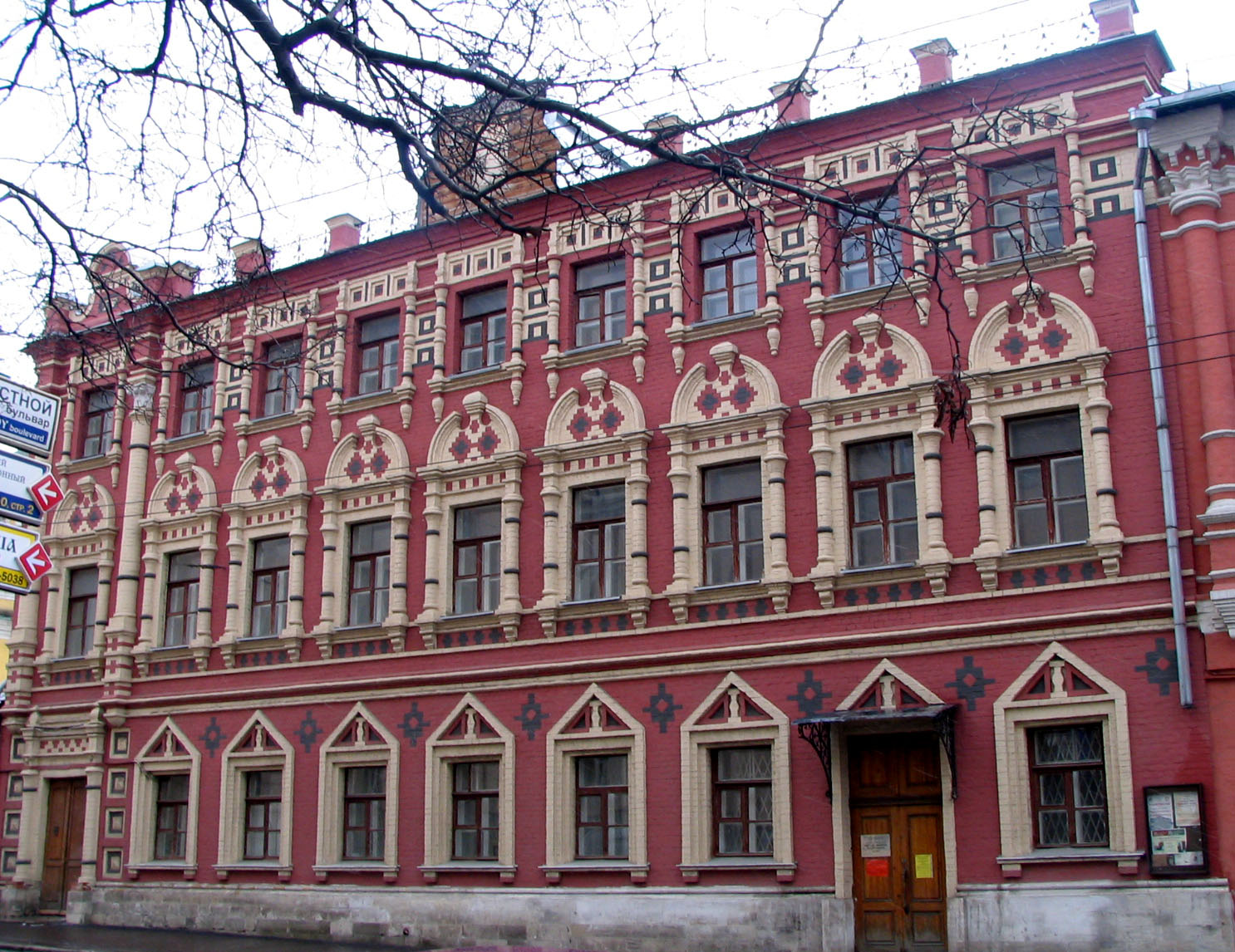
Palais Narychkine.

Un musée d'État se trouve rue Petrovka: le musée d'art moderne de Moscou, fondé en 1999 par Zourab Tsereteli. il est accueilli par un édifice protégé du patrimoine historique du XVIIIe siècle, l'hôtel particulier Goubine. Près du musée, il y a une exposition de sculptures à ciel ouvert.

### Théâtre Bolchoï (n° 1)
Le Théâtre Bolchoï au n° 1 donne de côté sur la rue Petrovka. Il a connu un réaménagement entre 2005 et 2011,.

### Tsoum (n° 2)

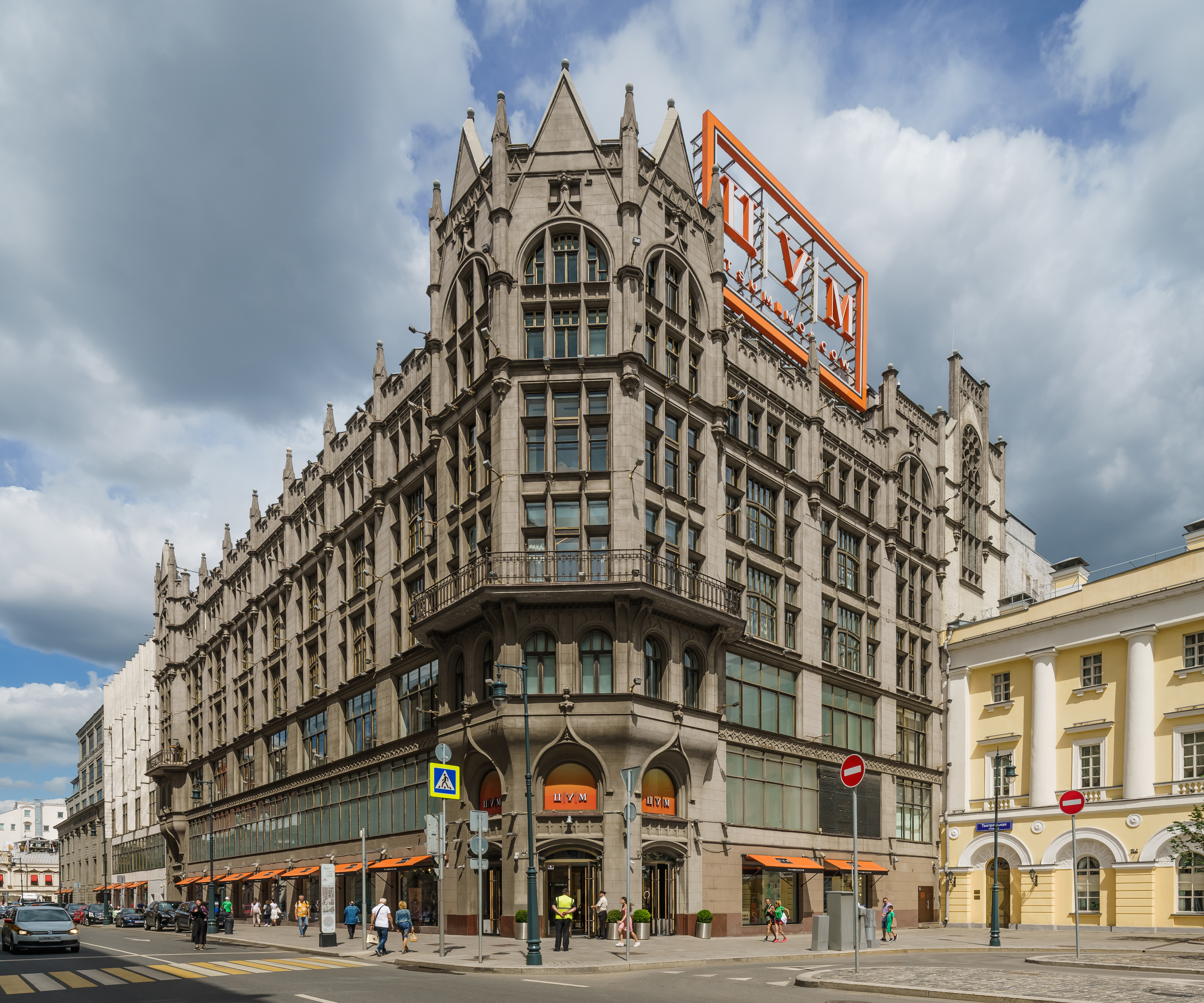
Vue du Tsoum; le bâtiment à droite est celui du Théâtre Maly.

C'est en 1908 qu'est construit le grand magasin Muir et Mirrielees, d'après les plans de l'architecte Robert (Roman) Klein. Depuis l'ère soviétique, il a pris le nom de Tsoum. L'édifice a été restauré et réaménagé à la fin des années 1990 et au début des années 2000.

### Hôtel particulier Khomiakov (n° 3)
Au XVIIIe siècle, la propriété des princes Chtcherbatov se trouvait ici. Elle appartient ensuite à une famille ancienne de la noblesse, les Khomakov jusqu'en 1918. Leur hôtel particulier a été construit en 1824 selon toute vraisemblance par Joseph Bové. Le poète et philosophe Alexeï Khomiakov y a habité. Contre la maison de maître à l'angle de la rue du Pont des Forgerons, les Khomiakov ont fait construire un immeuble de rapport en 1900, réaménagé dans les années 1930.

### Immeuble de rapport Vorontsov-Evdokimov-Chorine (n° 6/7/9)

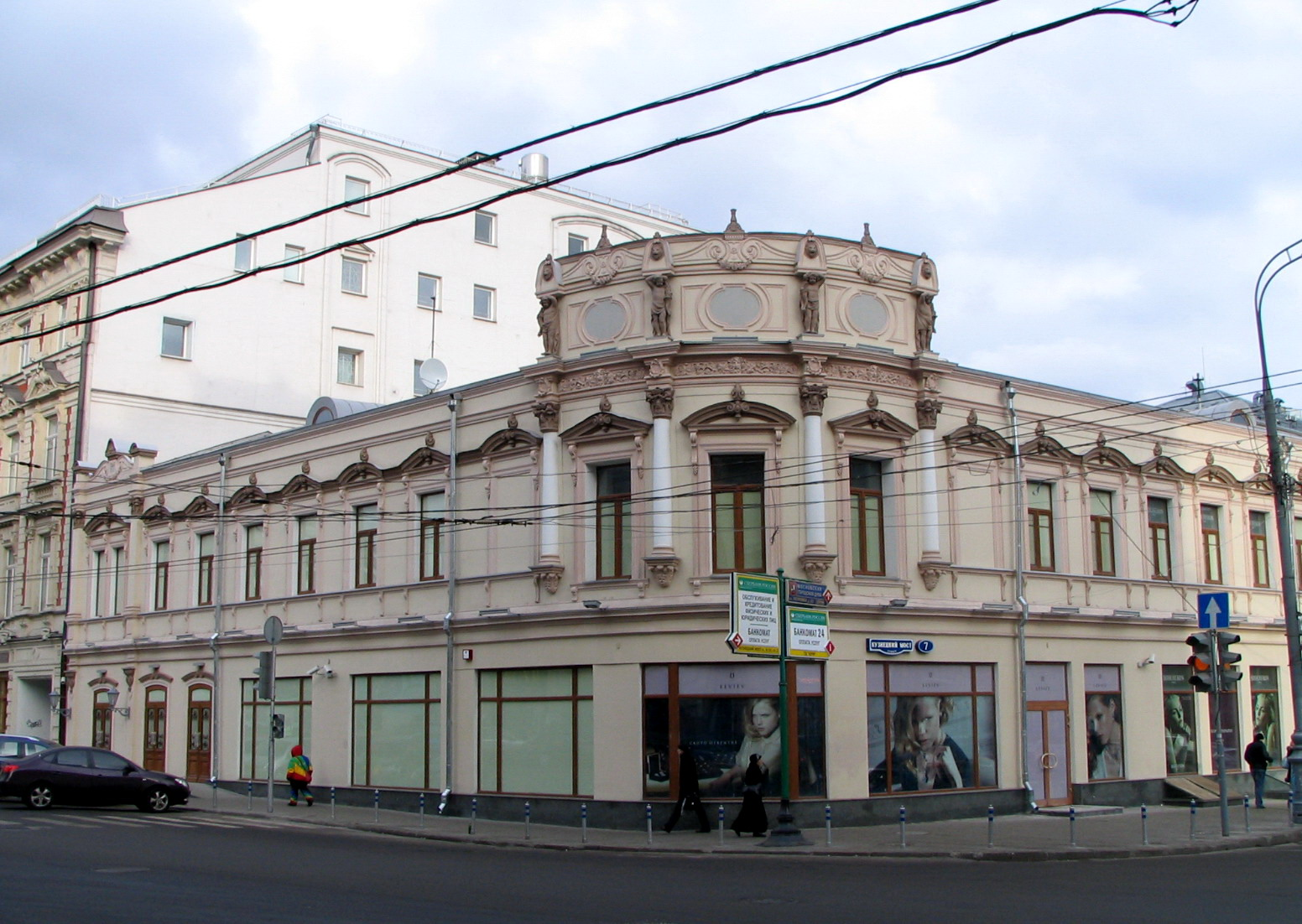
n° 6.

Le bâtiment d'angle avec le Pont des Forgerons date de 1821. L'hôtel Leipzig s'y est installé pendant de longues années, puis il est devenu l'hôtel Russie («Россия»). Le reste de l'immeuble était occupé par des magasins de luxe, dont celui de l'horloger Pavel Bouré (Paul Buhre), celui de la modiste Liamina, la joaillerie Bock. La façade a été ornée d'élément décoratifs dans les années 1850.

### Immeuble Desprez (n° 8)

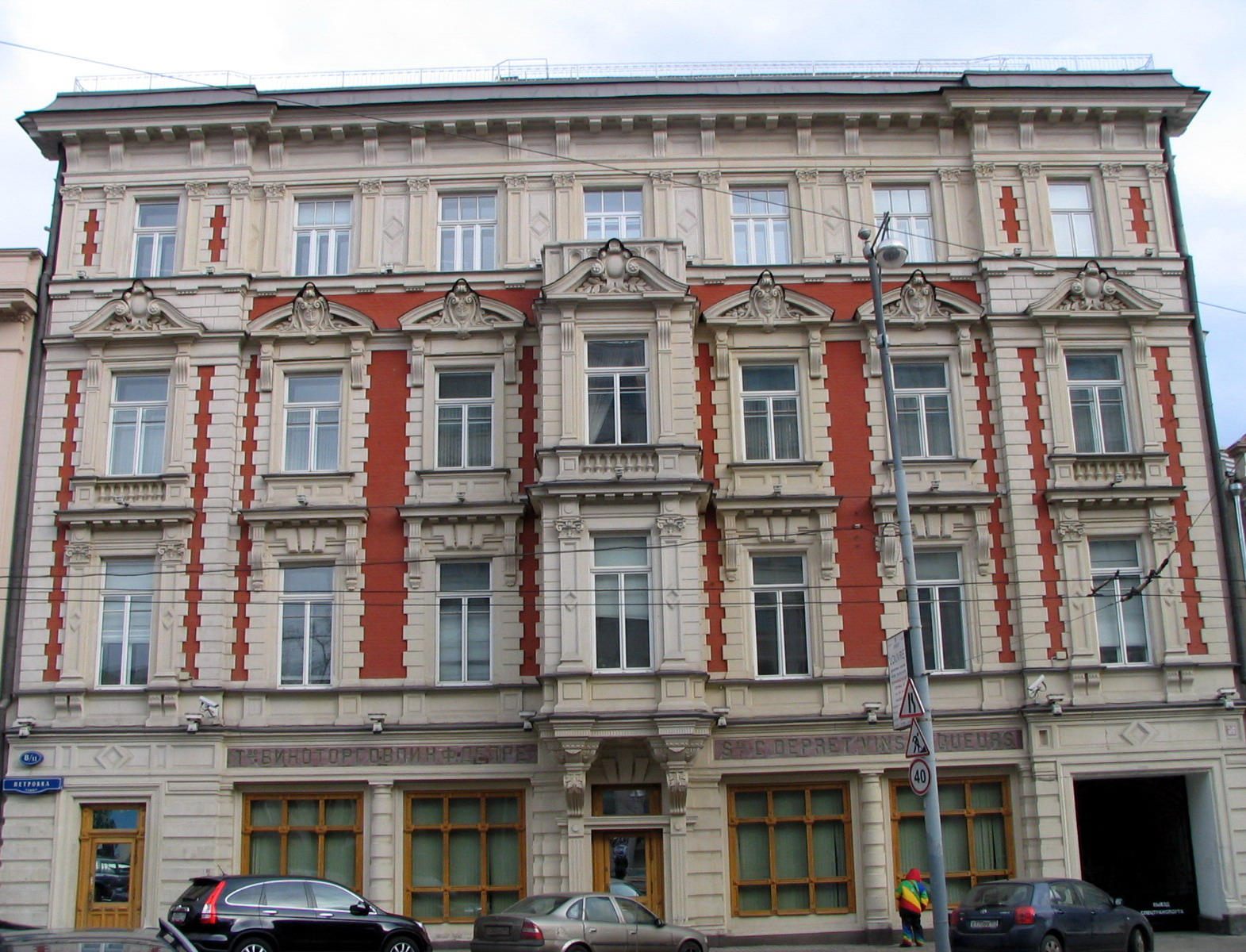
Immeuble Desprez (n° 8)

L'immeuble Desprez a été construit en 1900 par la famille d'origine française Desprez, spécialisée dans le négoce de vin, selon les plans de Robert Klein, à la place d'un ancien bâtiment appartenant aux Desprez. Cette maison Desprez était fort prisée des Moscovites et Alexandre Herzen la mentionne dans son livre Passé et Pensées. L'entresol et le sous-sol étaient réservés à la conservation des bouteilles. Le bâtiment a été restauré au début du XXIe siècle.

### Passage Petrovski (n° 10)
Le Passage Petrovski, ouvert en 1906, sur les fonds de Véra Firsanova (au moment de l'ouverture, ce passage commerçant s'appelait le Passage Firsanovski). La galerie couverte traverse le pâté de maisons jusqu'à la rue Neglinnaïa. L'entrée du passage a été ornée en 1921 d'une sculpture représentant un ouvrier par le sculpteur Matveï Maniser. Sous l'ère soviétique, on y présentait des expositions industrielles et dans les années 1930 dans la deuxième ligne du passage il y avait un atelier de conception de dirigeables. L'Italien Umberto Nobile y a travaillé à partir de 1931. C'est dans le passage Petrovski que se trouvait la salle des ventes décrite dans l'ouvrage Les Douze Chaises d'Ilf et Pétrov: « Dans le Passage de la rue Petrovka, où se trouvait une salle de ventes, les concessionnaires se précipitaient, joyeux comme des étalons. »
Aujourd'hui le Passage Petrovski a pleinement retrouvé sa vocation commerçante.

### Hôtel particulier Vorontsov-Raïevski (n° 12-16)
Cet hôtel particulier construit au XVIIIe siècle appartenait au comte Ivan Illarionovitch Vorontsov, puis fut acquis par la famille Raïevski. La maison de maître a été réaménagée à de nombreuses reprises, la dernière fois en 1951, par les architectes Steller, Lebedev et Sherwood, pour y installer le ministère de l'industrie alimentaire de la RSFSR. De fait, l'édifice est entièrement transformé, mais en gardant son aspect néoclassiques. Les ailes ont été construites au XIXe siècle par Vassili Zagorski.
Aujourd'hui, l'édifice central abrite la procurature de Russie. Jusqu'en 2015, l'aile gauche (n° 16) accueillait le musée de l'histoire du Goulag. Au n° 12, se trouve la faculté d'histoire de l'école supérieure d'économie.

### Immeuble de rapport de la société d'assurance Yakor (n° 15)
Cet immeuble a été construit en 1905 par l'architecte Otto von Dessien,.

### Hôtel particulier Kiriakov (n° 23)

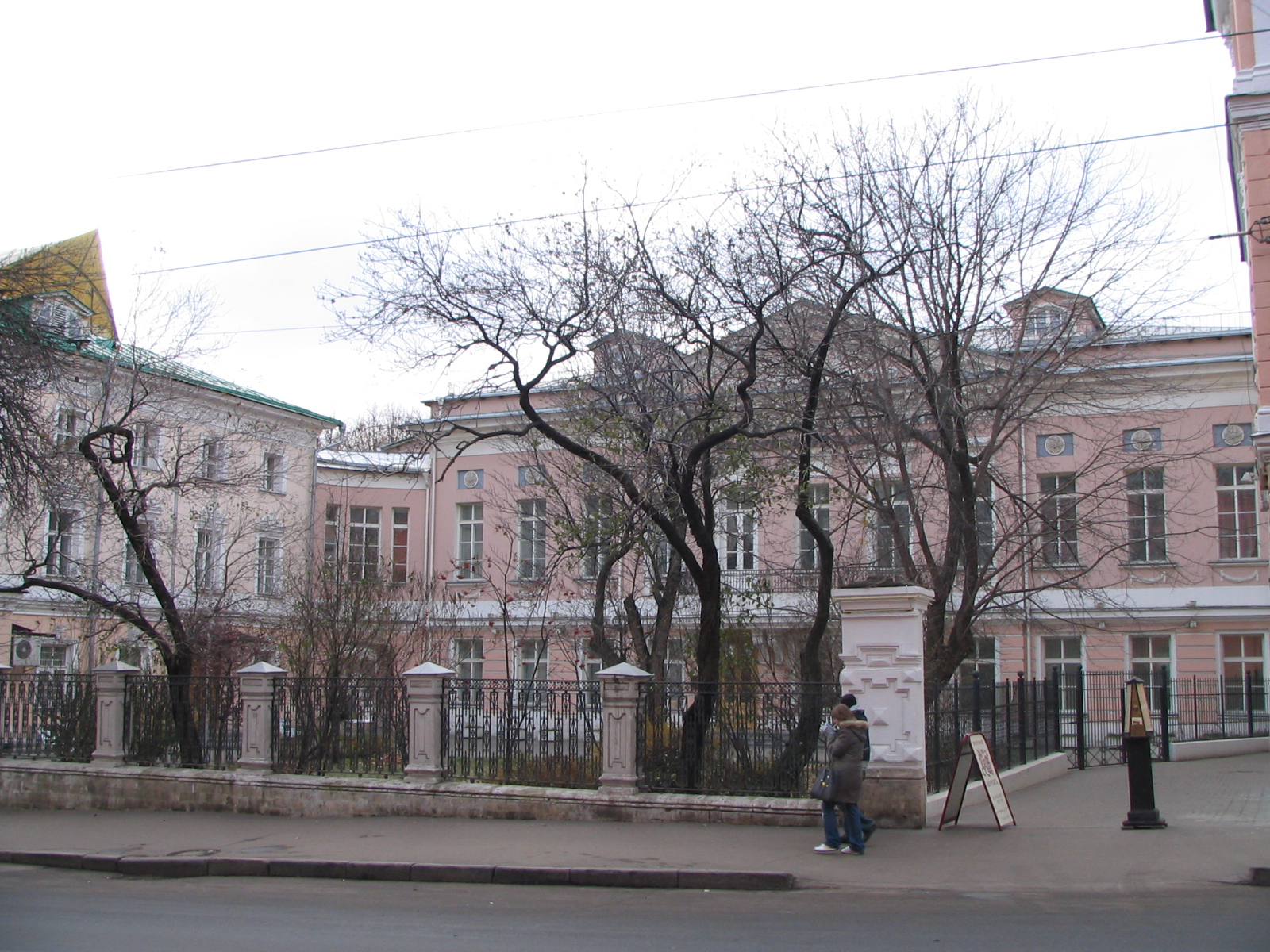
Hôtel Kiriakov.

L'hôtel du marchand Kiriakov, maintes fois transformé, a été construit à la fin du XVIIIe siècle. La maison de maître est l'œuvre d'un élève de Matveï Kazakov. Les ailes sont construites plus tard par lui. Le marchand Kiriakov était le riche propriétaire d'une fabrique de textile et était apparenté au riche marchand Mikhaïl Goubine, propriétaire de la maison voisine. Dans les années 1830-1850, l'hôtel particulier était la propriété du collectionneur et historien Pavel Karabanov.
Aujourd'hui, l'édifice appartient à la compagnie d'assurance des forces de l'ordre.

### Hôtel particulier Goubine (n° 25)

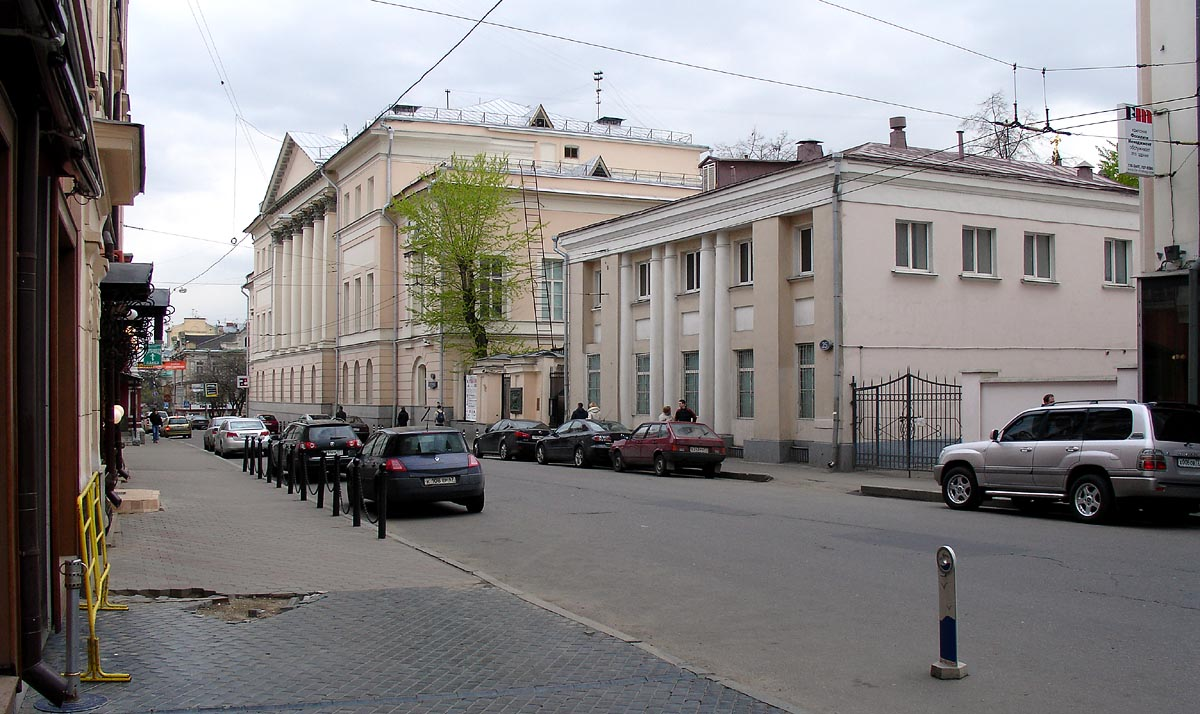
Hôtel Goubine.

L'hôtel particulier Goubine est l'un des édifices les plus remarquables de la rue Petrovka. Il a été construit en style néoclassique par Matveï Kazakov pour Mikhaïl Goubine, industriel de l'Oural extrêmement fortuné. Il comprend deux étages dans la partie centrale et un étage sur les côtés. L'enfilade des salons se trouvait derrière, afin de ne pas gêner les moines du monastère Saint-Pierre-le-Haut de l'autre côté de la rue. La demeure souffre du grand incendie de Moscou de 1812 et les fresques intérieures sont peintes en 1823-1828.
L'hôtel Goubine possédait un jardin avec ]un grand étang qui allait presque jusqu'à la rue Bolchaïa Dmitrovka. Les héritiers de Goubine ont ensuite loué la demeure à des pensions et écoles privées. En 1871-1905, c'était la pension Zimmermann, puis le gymnasium pour garçons Kreimann qui compta entre autres parmi ses élèves Youri Gauthier, le philologue Alexeï Chakhmatov et le poète Valeri Brioussov, renvoyé pour avoir répandu des idées athées. Dans les années 1920, la restauration de l'édifice est dirigée par Vladimir Amadovitch.
L'hôtel Goubine abrite aujourd'hui le musée d'art moderne de Moscou.

### Monastère Saint-Pierre-le-Haut (n° 28)
Le territoire du monastère occupe tout un petit quartier. La première mention du monastère date de 1377. Le monastère est fermé en 1922. Dans les années 1990, le culte est rétabli dans l'église-trapèze. L'ancien presbytère accueille aujourd'hui le département de l'éducation religieuse et de catéchèse du patriarcat de Moscou. On remarque aussi le palais Narychkine qui accueillait entre 1971 et 2014 des salles d'exposition du musée d'État de littérature.

### Nouvel hôpital Catherine (n° 15/29)

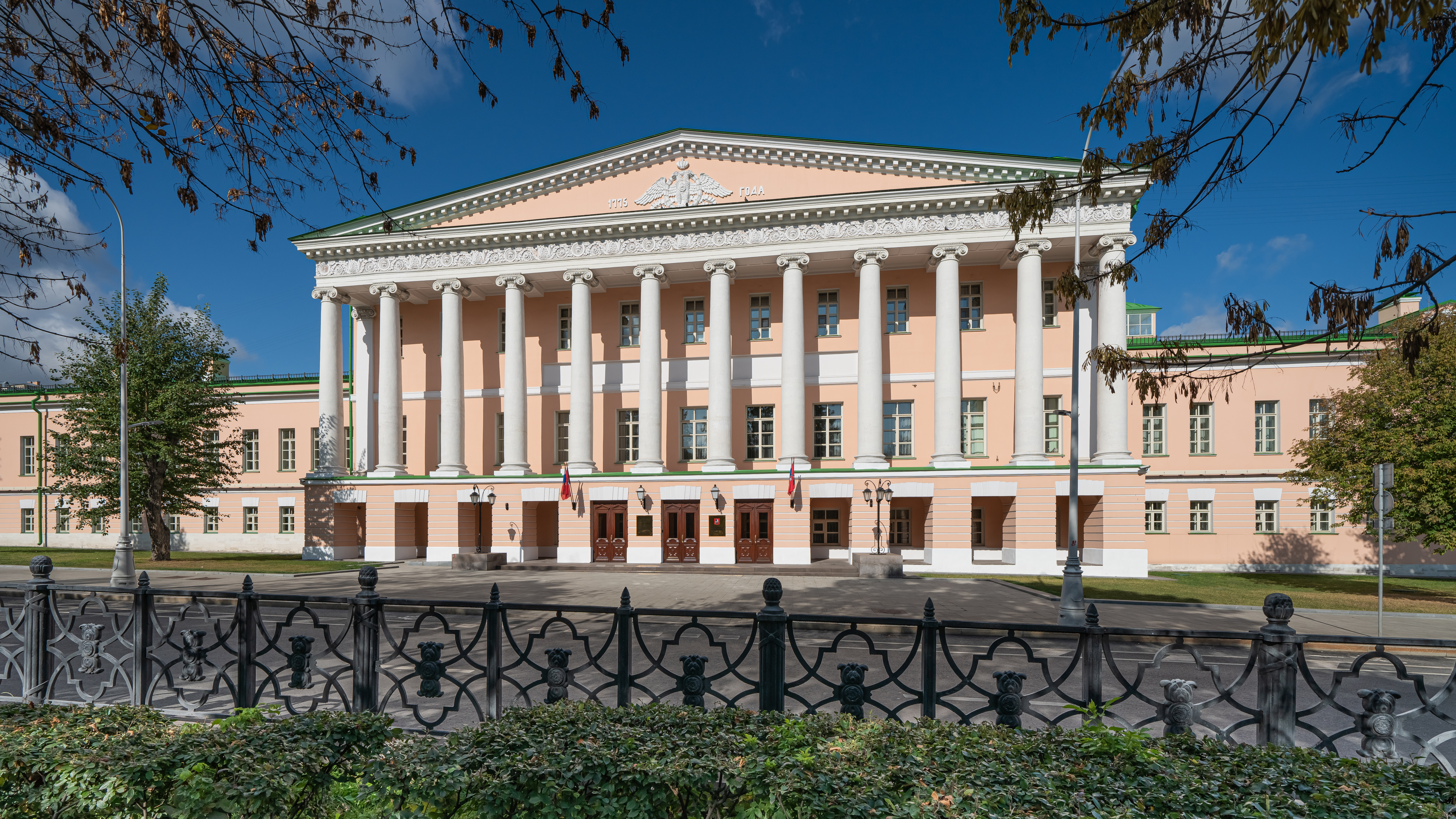
Le nouvel hôpital Catherine.

C'est en 1776, qu'est construit à l'angle de la rue Petrovka et du boulevard de la Passion le palais du prince Sergueï Gagarine selon les plans de Kazakov. Ce palais est un chef-d'œuvre du néoclassicisme appelé style Empire en Russie. Son portique majestueux à douze colonnes est l'un des plus grands de Moscou. Entre 1802 et 1812, l'édifice abritait le « club anglais ». Pendant la occupation de Moscou de 1812 par la Grande Armée, les Français y installent l'état-major de leur intendance. Stendhal qui s'y trouvait alors a écrit: « On ne peut trouver un seul club à Paris qui puisse rivaliser avec lui. » Le palais souffre de l'incendie de 1812 et Joseph Bové dirige les travaux de restauration qui durent des années. En 1833, on ouvre ici un hôpital dit le « nouvel hôpital Catherine » (Novo-Ekaterinskaïa bolnitsa) où travaillèrent entre autres les docteurs Inozemtsev et Martynov. Une chapelle d'hôpital est construite, dédiée à saint Alexandre Nevski (bât. 9, reconstruite en 1872-1876 par Alexandre Nikiforov).
Aujourd'hui le palais a été entièrement réaménagé pour accueillir la Douma de la ville de Moscou. Des bâtiments annexes ont été détruits pour cela, et un nouveau bâtiment est construit en plus.

### Siège de la direction des forces du ministère de l'Intérieur pour la ville de Moscou (n° 38)

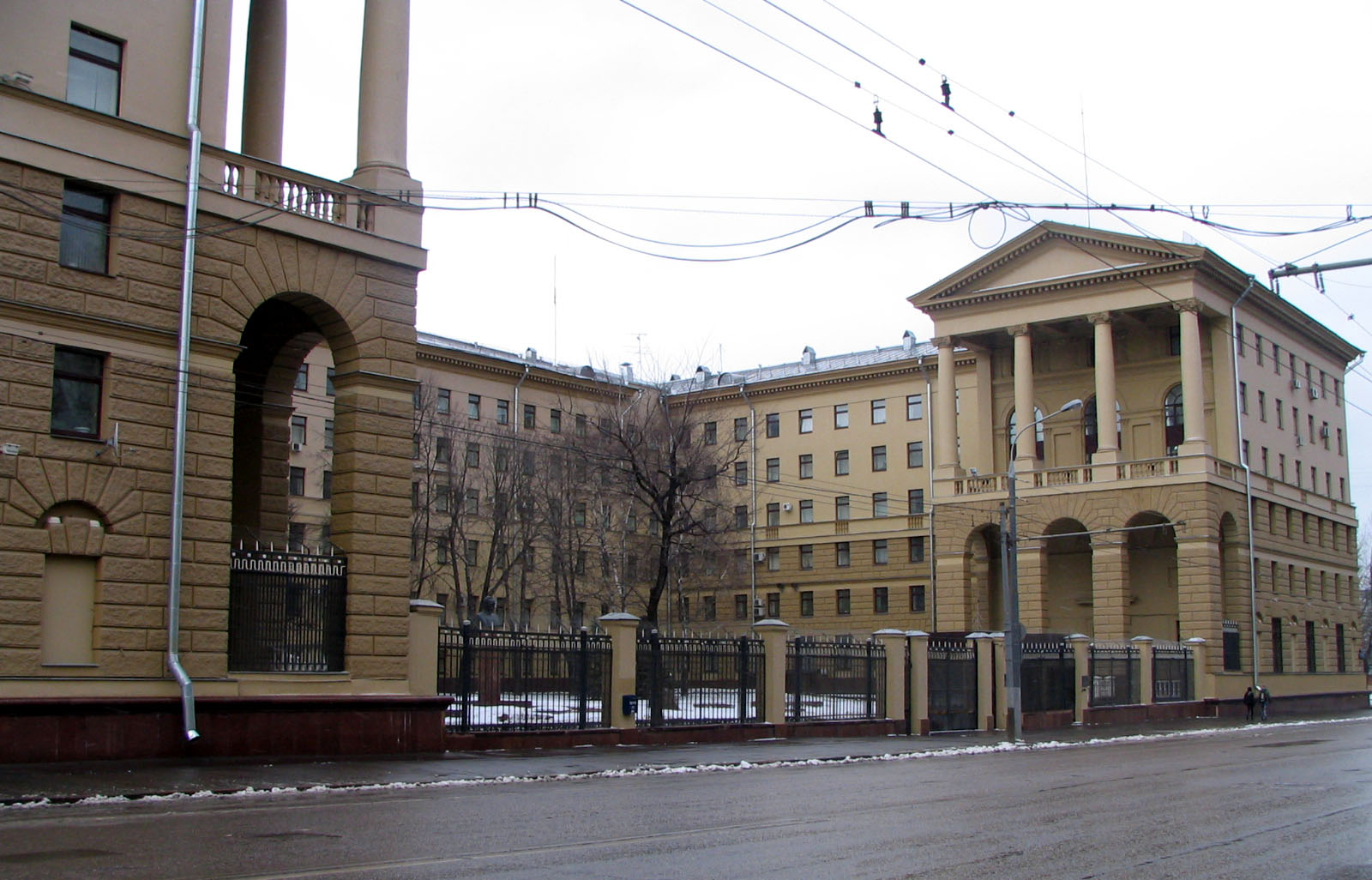
38 rue Petrovka, siège de la police de Moscou (GOuVD).

Les lieux appartenaient au XVIIIe siècle aux princes Chtcherbatov. Leur hôtel particulier comportait au début du XIXe siècle un étage supérieur avec deux ailes de chaque côté. Il est acquis après 1812 par l'Armée impériale qui construit à sa place une caserne. Du milieu du XIXe siècle à la Révolution d'Octobre, on y trouvait une division de gendarmes avec une unité de combat placée sous l'autorité du chef de la gendarmerie du gouvernement de Moscou. Après la Révolution, la caserne appartient à la milice (nom donné alors à la police) de Moscou. On y trouvait la direction des enquêtes criminelles de Moscou, fameuse dans la littérature policière (surtout depuis le livre de Semionov sorti en 1963, 38, rue Petrovka, ouvrant un cycle de romans policiers) et au cinéma (le 38, rue Petrovka équivaut au 36, quai des Orfèvres à Paris). Les bâtiments ont été réaménagés en 1952-1958.
Aujourd'hui les lieux sont occupés par la direction de la police de Moscou.